# X2 (Six Flags Magic Mountain)
Pour les articles homonymes, voir X2.
X2 sont les premières montagnes russes quadridimensionnelles au monde. Elles furent construites par la firme Arrow Dynamics et sont uniques car leurs sièges peuvent effectuer un mouvement de rotation avant et arrière de 360° maximum. Elles se trouvent à Six Flags Magic Mountain situé à Valencia en Californie.
L'attraction a initialement ouvert le 12 janvier 2002, parce que de nombreuses pannes ont retardé sa date d'ouverture qui devait se dérouler en 2001, mais ces problèmes ont été anticipés. Le 2 décembre 2007, les montagnes russes ferment pour procéder aux transformations en X2. Elles sont complètement repeintes, reçoivent de nouveaux trains de 3e génération et présentent des effets spéciaux, dont une paire de lance-flammes. L'attraction a rouvert le 24 mai 2008, après ces transformations. Le nom des montagnes russes se prononce « X-two » selon le parc, cependant, l'attraction est souvent nommé « X-squared » (ce qui veut dire en français « X- au carré ») ou « Xtreme » après les modifications.
Cette attraction est considérée comme étant, avec Tatsu, les montagnes russes les plus reconnaissables de Six Flags Magic Mountain. X2 est l'attraction la plus populaire du parc, avec des files d'attente excédent souvent deux heures.

## Description
Les X sont un prototype unique dans lequel les sièges peuvent effectuer une rotation contrôlée en avant et en arrière de 360 degrés maximum. Cette rotation est effectuée grâce à un second jeu de rails, en plus des deux rails principaux servant de voie.
Les deux rails contrôlant la rotation des sièges « bougent » de haut en bas par rapport aux rails de la voie. Un système de crémaillère suivant ces rails permet de transformer ce mouvement vertical en un mouvement de rotation.
Le lift hill de X2 culmine à 53 mètres de hauteur, avec le point le plus haut des montagnes russes à 58 mètres. La première chute mesure 65 mètres et est inclinée à 88,8 degrés, permettant aux train d'atteindre une vitesse maximale de 122 km/h, plus rapide que X (qui n'allait pas plus vite que 112 km/h). Le long parcours de 1 100 mètres comporte deux inversions, dont un skydive (que qui signifie en français « saut en parachute ») et deux raven turn (que l'on peut comparer à des demi-loopings), une rotation complète en avant et une autre en arrière.
Bien que l'attraction ait reçu des critiques élogieuses de la part des passionnés, et qu'elle soit très populaire auprès du grand public, X2 a rencontré des problèmes. En raison du concept altéré, surtout du côté des trains, l'ouverture de l'attraction a été retardé de l'été 2001 à janvier 2002. En juin 2002, le parcours de montagnes russes a fermé pour modifier les trains. En août 2002, l'attraction a rouvert en soft-opening.

## Montagnes russes similaires
S&S Arrow a construit en 2006 les secondes montagnes russes de ce type, Eejanaika (signifiant « N'est-ce pas fantastique ? »), à Fuji-Q Highland situé à Fujiyoshida, en Yamanashi, au Japon. Ces secondes montagnes russes quadridimensionnelles sont semblables aux X, mais sont plus hautes (Eejanaika mesure près de 80 mètres) et certaines inversions ont été modifiées (la rotation des sièges est différente).

## Évolution
Le 1er novembre 2007, Six Flags Magic Mountain a annoncé que l'attraction jusqu'alors nommée X allait subir de nombreuses modifications afin d'évoluer et de devenir X2 . Fermée le 2 décembre 2007, l'attraction a été équipée de nouveaux trains plus légers (trois trains au lieu de deux précédemment), ainsi que d'effets audio, lumineux et sensoriels (éclairs, brouillard, lance-flammes). Elle a rouvert le 24 mai 2008 sous son nouveau nom.
Six Flags a investi 10 millions de dollars dans la transformation.

## Comment l'attraction fonctionne-t-elle?
Le véhicule prototype de X2 permet aux passagers de tourner à 360° en avant et en arrière, indépendamment des mouvements primaires des trains. D'un poids de 5 tonnes, chaque véhicule possède son propre design en forme d'aile mesurant 6 mètres. Les passagers sont assis à l'extérieur des rails. Un système de crémaillères de 30 cm chacune bouge vers le haut et le bas suivant le profil des rails commandant les rotations au-dessous du véhicule. Ce système fait tourner les sièges en avant et en arrière sur le parcours. À la différence des montagnes russes traditionnelles, les montagnes russes quadridimensionnelles telles que X2 comportent 4 rails. Les rails contrôlant les rotations des sièges sont courbés, allant de haut en bas en poussant légèrement sur le mécanisme de la crémaillère en haut et en bas pour faire tournoyer les sièges. Ces rails de « rotation » ne supportent pas les trains. Les deux autres rails sont là pour les guider et sont capables de porter le poids de chacun des trains très lourds.

## Classements
| Rang | 20 | 15 | 15 | 12 | 20 | 17 | 16 | 13 | 15 | 16 |

| Rang | 7 | 14 | 14 | 41 | 53 | 57 | 28 | 44 | 32 |

## Galerie

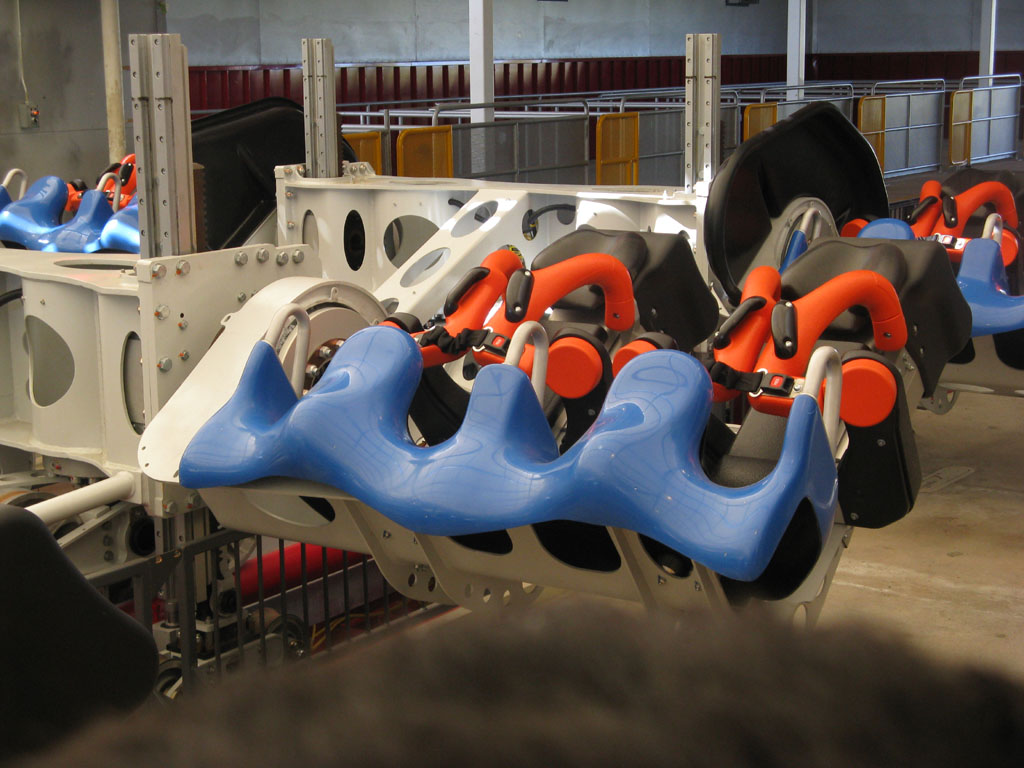
Le prototype des nouveaux trains.
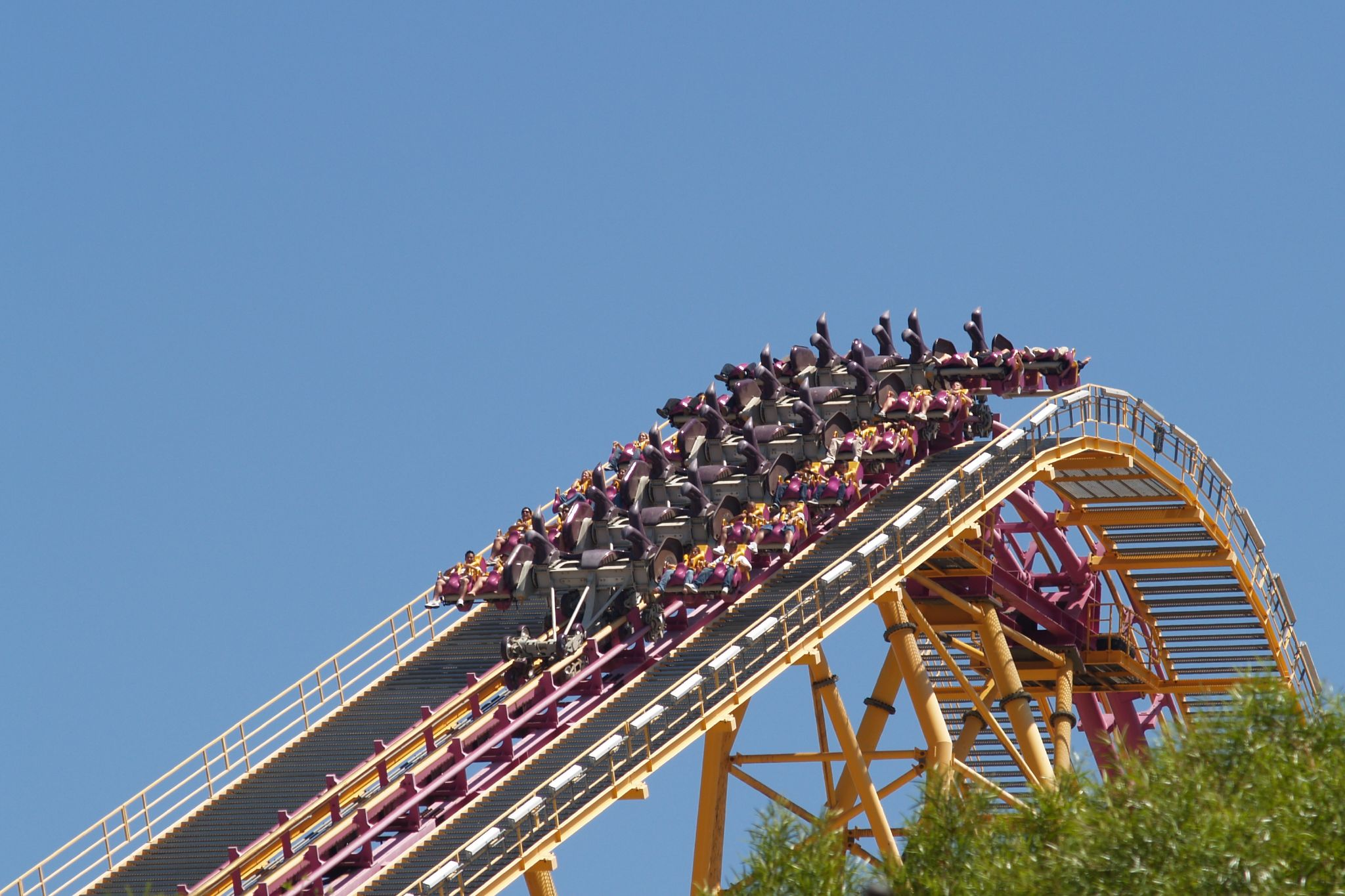
Le train sur le lift.
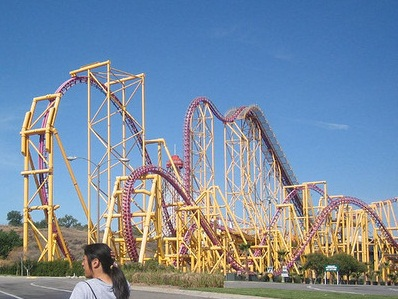
Vue globale du parcours.